# Wereldkampioenschappen biatlon 2011
De wereldkampioenschappen biatlon 2011 werden van 3 tot en met 13 maart 2011 gehouden in Chanty-Mansiejsk.
De resultaten van de wereldkampioenschappen telden ook mee voor de wereldbeker.

## Wedstrijdschema
| Datum    | Lokale tijd   | MET           | Mannen             | Vrouwen            |
| -------- | ------------- | ------------- | ------------------ | ------------------ |
| 3 maart  | 16:30         | 12:30         | Gemengde estafette | Gemengde estafette |
| 5 maart  | 14:00 / 18:00 | 10:00 / 14:00 | Sprint             | Sprint             |
| 6 maart  | 14:00 / 16:30 | 12:00 / 16:30 | Achtervolging      | Achtervolging      |
| 8 maart  | 17:15         | 13:15         | Individueel        |                    |
| 9 maart  | 17:15         | 13:15         |                    | Individueel        |
| 11 maart | 18:00         | 14:00         | Estafette          |                    |
| 12 maart | 18:30 / 16:30 | 14:30 / 12:30 | Massastart         | Massastart         |
| 13 maart | 15:00         | 11:00         |                    | Estafette          |

## Medailles

### Mannen
| Onderdeel             | Goud                                                            | Goud | Zilver                                                            | Zilver | Brons                                                              | Brons |
| --------------------- | --------------------------------------------------------------- | ---- | ----------------------------------------------------------------- | ------ | ------------------------------------------------------------------ | ----- |
| 20 km individueel     | Tarjei Bø                                                       | NOR  | Maksim Maksimov                                                   | RUS    | Christoph Sumann                                                   | AUT   |
| 10 km sprint          | Arnd Peiffer                                                    | GER  | Martin Fourcade                                                   | FRA    | Tarjei Bø                                                          | NOR   |
| 12,5 km achtervolging | Martin Fourcade                                                 | FRA  | Emil Hegle Svendsen                                               | NOR    | Tarjei Bø                                                          | NOR   |
| 15 km massastart      | Emil Hegle Svendsen                                             | NOR  | Jevgeni Oestjoegov                                                | RUS    | Lukas Hofer                                                        | ITA   |
| 4×7,5 km estafette    | Ole Einar Bjørndalen Alexander Os Emil Hegle Svendsen Tarjei Bø | NOR  | Anton Sjipoelin Jevgeni Oestjoegov Maksim Maksimov Ivan Tsjerezov | RUS    | Oleksandr Bilanenko Andrij Deryzemlja Sergij Semenov Sergij Sednev | UKR   |

### Vrouwen
| Onderdeel           | Goud                                                        | Goud | Zilver                                                      | Zilver | Brons                                                                     | Brons |
| ------------------- | ----------------------------------------------------------- | ---- | ----------------------------------------------------------- | ------ | ------------------------------------------------------------------------- | ----- |
| 15 km individueel   | Helena Ekholm                                               | SWE  | Tina Bachmann                                               | GER    | Vita Semerenko                                                            | UKR   |
| 7,5 km sprint       | Magdalena Neuner                                            | GER  | Kaisa Mäkäräinen                                            | FIN    | Anastasiya Kuzmina                                                        | SVK   |
| 10 km achtervolging | Kaisa Mäkäräinen                                            | FIN  | Magdalena Neuner                                            | GER    | Helena Ekholm                                                             | SWE   |
| 12,5 km massastart  | Magdalena Neuner                                            | GER  | Darja Domratsjeva                                           | BLR    | Tora Berger                                                               | NOR   |
| 4×6 km estafette    | Andrea Henkel Miriam Gössner Tina Bachmann Magdalena Neuner | GER  | Anaïs Bescond Marie-Laure Brunet Sophie Boilley Marie Dorin | FRA    | Nadezjda Skardino Darja Domratsjeva Nadzeja Pisareva Ljoedmila Kalintsjik | BLR   |

### Gemengd
| Onderdeel          | Goud                                                            | Goud | Zilver                                                    | Zilver | Brons                                                      | Brons |
| ------------------ | --------------------------------------------------------------- | ---- | --------------------------------------------------------- | ------ | ---------------------------------------------------------- | ----- |
| Gemengde estafette | Tora Berger Ann Kristin Flatland Ole Einar Bjørndalen Tarjei Bø | NOR  | Andrea Henkel Magdalena Neuner Arnd Peiffer Michael Greis | GER    | Marie-Laure Brunet Marie Dorin Alexis Bœuf Martin Fourcade | FRA   |

### Medailleklassement
| Plaats | Land        | Goud | Zilver | Brons | Totaal |
| 1      | Duitsland   | 4    | 3      | 0     | 7      |
| 2      | Noorwegen   | 4    | 1      | 3     | 8      |
| 3      | Frankrijk   | 1    | 2      | 1     | 4      |
| 4      | Finland     | 1    | 1      | 0     | 2      |
| 5      | Zweden      | 1    | 0      | 1     | 1      |
| 6      | Rusland     | 0    | 3      | 0     | 3      |
| 7      | Wit-Rusland | 0    | 1      | 1     | 2      |
| 8      | Oekraïne    | 0    | 0      | 2     | 2      |
| 9      | Oostenrijk  | 0    | 0      | 1     | 1      |
| 9      | Italië      | 0    | 0      | 1     | 1      |
| 9      | Slowakije   | 0    | 0      | 1     | 1      |
| Totaal | Totaal      | 11   | 11     | 11    | 33     |

## Uitslagen

### Individueel
| 20 km mannen | 20 km mannen         | 20 km mannen | 20 km mannen  | 20 km mannen |
| #            | Naam                 | Land         | Straf         | Tijd         |
| ------------ | -------------------- | ------------ | ------------- | ------------ |
| Goud         | Tarjei Bø            | NOR          | 0 – 0 – 1 – 0 | 48.29,9      |
| Zilver       | Maksim Maksimov      | RUS          | 0 – 0 – 0 – 0 | + 40,0       |
| Brons        | Christoph Sumann     | AUT          | 0 – 0 – 0 – 1 | + 45,5       |
| 4            | Emil Hegle Svendsen  | NOR          | 0 – 2 – 0 – 0 | + 49,7       |
| 5            | Björn Ferry          | SWE          | 0 – 1 – 0 – 0 | + 1.16,9     |
| 6            | Ole Einar Bjørndalen | NOR          | 0 – 0 – 0 – 1 | + 1.24,3     |
| 7            | Michael Greis        | GER          | 0 – 1 – 0 – 0 | + 1.25,5     |
| 8            | Andreas Birnbacher   | GER          | 1 – 0 – 0 – 0 | + 1.27,5     |
| 9            | Maksim Tsjoedov      | RUS          | 0 – 0 – 0 – 0 | + 1.40,7     |
| 10           | Martin Fourcade      | FRA          | 0 – 0 – 1 – 2 | + 1.46,2     |

| 15 km vrouwen | 15 km vrouwen       | 15 km vrouwen | 15 km vrouwen | 15 km vrouwen |
| #             | Naam                | Land          | Straf         | Tijd          |
| ------------- | ------------------- | ------------- | ------------- | ------------- |
| Goud          | Helena Ekholm       | SWE           | 0 – 0 – 0 – 0 | 47.08,3       |
| Zilver        | Tina Bachmann       | GER           | 0 – 2 – 0 – 0 | + 2.15,8      |
| Brons         | Vita Semerenko      | UKR           | 1 – 0 – 0 – 2 | + 2.52,1      |
| 4             | Nadezjda Skardino   | BLR           | 0 – 0 – 0 – 1 | + 3.01,7      |
| 5             | Magdalena Neuner    | GER           | 0 – 2 – 1 – 2 | + 3.16,6      |
| 6             | Marie Dorin         | FRA           | 1 – 1 – 0 – 1 | + 3.49,4      |
| 7             | Jekaterina Joerlova | RUS           | 1 – 1 – 0 – 1 | + 4.20,9      |
| 8             | Veronika Vítková    | CZE           | 0 – 0 – 1 – 1 | + 4.35,2      |
| 9             | Anastasiya Kuzmina  | SVK           | 1 – 0 – 2 – 2 | + 4.36,5      |
| 10            | Tora Berger         | NOR           | 1 – 1 – 2 – 1 | + 4.44,7      |

### Sprint
| 10 km mannen | 10 km mannen        | 10 km mannen | 10 km mannen | 10 km mannen |
| #            | Naam                | Land         | Straf        | Tijd         |
| ------------ | ------------------- | ------------ | ------------ | ------------ |
| Goud         | Arnd Peiffer        | GER          | 0 – 1        | 24.34,0      |
| Zilver       | Martin Fourcade     | FRA          | 2 – 0        | + 13,0       |
| Brons        | Tarjei Bø           | NOR          | 1 – 0        | + 25,2       |
| 4            | Andrej Makovejev    | RUS          | 0 – 0        | + 30,0       |
| 5            | Emil Hegle Svendsen | NOR          | 1 – 1        | + 30,4       |
| 6            | Andreas Birnbacher  | GER          | 0 – 1        | + 31,8       |
| 7            | Christoph Stephan   | GER          | 1 – 0        | + 34,8       |
| 8            | Edgars Piksons      | LAT          | 1 – 0        | + 42,9       |
| 9            | Michael Greis       | GER          | 1 – 1        | + 53,4       |
| 10           | Andrij Deryzemlja   | UKR          | 0 – 1        | + 54,9       |

| 7,5 km vrouwen | 7,5 km vrouwen      | 7,5 km vrouwen | 7,5 km vrouwen | 7,5 km vrouwen |
| #              | Naam                | Land           | Straf          | Tijd           |
| -------------- | ------------------- | -------------- | -------------- | -------------- |
| Goud           | Magdalena Neuner    | GER            | 0 – 0          | 20.31,2        |
| Zilver         | Kaisa Mäkäräinen    | FIN            | 0 – 0          | + 12,2         |
| Brons          | Anastasiya Kuzmina  | SVK            | 0 – 1          | + 40,0         |
| 4              | Olga Zajtseva       | RUS            | 0 – 0          | + 47,7         |
| 5              | Helena Ekholm       | SWE            | 0 – 0          | + 1.01,0       |
| 6              | Jekaterina Joerlova | RUS            | 0 – 0          | + 1.16,3       |
| 7              | Tora Berger         | NOR            | 1 – 1          | + 1.23,0       |
| 8              | Marie Dorin         | FRA            | 0 – 0          | + 1.31,7       |
| 9              | Miriam Gössner      | GER            | 1 – 1          | + 1.35,7       |
| 10             | Valj Semerenko      | UKR            | 0 – 1          | + 1.38,4       |

### Achtervolging
| 12,5 km mannen | 12,5 km mannen      | 12,5 km mannen | 12,5 km mannen | 12,5 km mannen |
| #              | Naam                | Land           | Straf          | Tijd           |
| -------------- | ------------------- | -------------- | -------------- | -------------- |
| Goud           | Martin Fourcade     | FRA            | 0 – 1 – 2 – 0  | 33.02,6        |
| Zilver         | Emil Hegle Svendsen | NOR            | 0 – 0 – 1 – 1  | + 3,8          |
| Brons          | Tarjei Bø           | NOR            | 0 – 0 – 1 – 1  | + 5,2          |
| 4              | Arnd Peiffer        | GER            | 0 – 0 – 1 – 1  | + 5,8          |
| 5              | Andreas Birnbacher  | GER            | 0 – 0 – 1 – 1  | + 1.04,0       |
| 6              | Simon Fourcade      | FRA            | 0 – 0 – 1 – 0  | + 1.23,7       |
| 7              | Andrij Deryzemlja   | UKR            | 0 – 0 – 1 – 1  | + 1.30,3       |
| 8              | Michal Šlesingr     | CZE            | 2 – 0 – 2 – 0  | + 1.35,0       |
| 9              | Lukas Hofer         | ITA            | 0 – 3 – 0 – 1  | + 1.36,9       |
| 10             | Björn Ferry         | SWE            | 1 – 0 – 1 – 1  | + 1.37,0       |

| 10 km vrouwen | 10 km vrouwen       | 10 km vrouwen | 10 km vrouwen | 10 km vrouwen |
| #             | Naam                | Land          | Straf         | Tijd          |
| ------------- | ------------------- | ------------- | ------------- | ------------- |
| Goud          | Kaisa Mäkäräinen    | FIN           | 0 – 0 – 0 – 0 | 27.39,8       |
| Zilver        | Magdalena Neuner    | GER           | 0 – 0 – 0 – 2 | + 21,6        |
| Brons         | Helena Ekholm       | SWE           | 0 – 0 – 0 – 0 | + 1.43,6      |
| 4             | Andrea Henkel       | GER           | 0 – 0 – 0 – 0 | + 2.00,7      |
| 5             | Tora Berger         | NOR           | 1 – 0 – 0 – 1 | + 2.29,0      |
| 6             | Anastasiya Kuzmina  | SVK           | 2 – 1 – 0 – 3 | + 2.59,9      |
| 7             | Miriam Gössner      | GER           | 0 – 0 – 4 – 0 | + 3.12,3      |
| 8             | Jana Gereková       | SVK           | 0 – 0 – 1 – 2 | + 3.15,7      |
| 9             | Dorothea Wierer     | ITA           | 0 – 2 – 0 – 0 | + 3.17,2      |
| 10            | Jekaterina Joerlova | RUS           | 1 – 2 – 0 – 0 | + 3.24,5      |

### Massastart
| 15 km mannen | 15 km mannen         | 15 km mannen | 15 km mannen  | 15 km mannen |
| #            | Naam                 | Land         | Straf         | Tijd         |
| ------------ | -------------------- | ------------ | ------------- | ------------ |
| Goud         | Emil Hegle Svendsen  | NOR          | 0 – 0 – 0 – 1 | 38.42,7      |
| Zilver       | Jevgeni Oestjoegov   | RUS          | 0 – 0 – 0 – 0 | +5,0         |
| Brons        | Lukas Hofer          | ITA          | 0 – 0 – 0 – 1 | + 14,3       |
| 4            | Tarjei Bø            | NOR          | 0 – 0 – 0 – 2 | + 23,3       |
| 5            | Ivan Tsjerezov       | RUS          | 0 – 0 – 1 – 0 | + 24,2       |
| 6            | Ole Einar Bjørndalen | NOR          | 1 – 0 – 0 – 0 | + 28,8       |
| 7            | Andrej Makovejev     | RUS          | 0 – 0 – 0 – 0 | + 49,8       |
| 8            | Arnd Peiffer         | GER          | 2 – 0 – 0 – 1 | + 53,7       |
| 9            | Simon Eder           | AUT          | 1 – 0 – 0 – 1 | + 54,2       |
| 10           | Martin Fourcade      | FRA          | 0 – 0 – 1 – 2 | + 54,8       |

| 12,5 km vrouwen | 12,5 km vrouwen    | 12,5 km vrouwen | 12,5 km vrouwen | 12,5 km vrouwen |
| #               | Naam               | Land            | Straf           | Tijd            |
| --------------- | ------------------ | --------------- | --------------- | --------------- |
| Goud            | Magdalena Neuner   | GER             | 0 – 1 – 2 – 1   | 36.48,5         |
| Zilver          | Darja Domratsjeva  | BLR             | 2 – 1 – 0 – 0   | + 4,8           |
| Brons           | Tora Berger        | NOR             | 2 – 1 – 0 – 0   | + 14,0          |
| 4               | Kaisa Mäkäräinen   | FIN             | 1 – 1 – 1 – 0   | + 24,2          |
| 5               | Teja Gregorin      | SLO             | 0 – 0 – 1 – 0   | + 24,9          |
| 6               | Olga Zajtseva      | RUS             | 0 – 1 – 0 – 1   | + 31,6          |
| 7               | Helena Ekholm      | SWE             | 0 – 1 – 0 – 1   | + 34,7          |
| 8               | Marie Dorin        | FRA             | 0 – 0 – 0 – 1   | + 39,8          |
| 9               | Marie-Laure Brunet | FRA             | 1 – 0 – 0 – 1   | + 44,1          |
| 10              | Anastasiya Kuzmina | SVK             | 1 – 0 – 2 – 0   | + 44,6          |

### Estafette
| 4×7,5 km mannen | 4×7,5 km mannen                                                          | 4×7,5 km mannen | 4×7,5 km mannen                         | 4×7,5 km mannen |
| #               | Naam                                                                     | Land            | Straf                                   | Tijd            |
| --------------- | ------------------------------------------------------------------------ | --------------- | --------------------------------------- | --------------- |
| Goud            | Ole Einar Bjørndalen Alexander Os Emil Hegle Svendsen Tarjei Bø          | NOR             | 0+0 – 0+0 0+0 – 1+3 0+1 – 0+2 0+1 – 1+3 | 1:16.13,9       |
| Zilver          | Anton Sjipoelin Jevgeni Oestjoegov Maksim Maksimov Ivan Tsjerezov        | RUS             | 0+1 – 0+1 0+0 – 0+2 0+1 – 0+0 0+3 – 0+0 | + 13,4          |
| Brons           | Oleksandr Bilanenko Andrij Deryzemlja Sergij Semenov Sergij Sednev       | UKR             | 0+1 – 0+2 0+1 – 0+2 0+0 – 0+1 0+2 – 0+1 | + 28,0          |
| 4               | Fredrik Lindström Magnus Jonsson Carl Johan Bergman Björn Ferry          | SWE             | 0+1 – 0+2 0+0 – 0+3 0+2 – 0+3 0+2 – 0+2 | + 31,8          |
| 5               | Christian De Lorenzi Rene Laurent Vuillermoz Lukas Hofer Markus Windisch | ITA             | 0+2 – 0+2 0+1 – 0+1 0+1 – 0+0 0+1 – 1+3 | + 38,1          |
| 6               | Lowell Bailey Jay Hakkinen Tim Burke Leif Nordgren                       | USA             | 0+1 – 0+2 0+3 – 0+2 0+0 – 0+2 0+2 – 0+2 | + 38,1          |
| 7               | Christoph Stephan Andreas Birnbacher Arnd Peiffer Michael Greis          | GER             | 0+3 – 0+2 0+3 – 0+0 0+1 – 0+1 3+3 – 0+3 | + 51,4          |
| 8               | Peter Dokl Janez Marič Vasja Rupnik Klemen Bauer                         | SLO             | 0+1 – 0+2 0+1 – 0+0 0+0 – 0+0 0+0 – 1+3 | + 1.09,0        |
| 9               | Simon Eder Dominik Landertinger Daniel Mesotitsch Christoph Sumann       | AUT             | 0+0 – 1+3 0+1 – 0+0 0+3 – 0+2 0+0 – 0+1 | + 1.17,9        |
| 10              | Jaroslav Soukup Zdeněk Vítek Ondřej Moravec Michal Šlesingr              | CZE             | 0+0 – 0+3 0+1 – 0+0 0+3 – 0+2 0+0 – 0+1 | + 1.30,9        |

| 4×6 km vrouwen | 4×6 km vrouwen                                                            | 4×6 km vrouwen | 4×6 km vrouwen                          | 4×6 km vrouwen |
| #              | Naam                                                                      | Land           | Straf                                   | Tijd           |
| -------------- | ------------------------------------------------------------------------- | -------------- | --------------------------------------- | -------------- |
| Goud           | Andrea Henkel Miriam Gössner Tina Bachmann Magdalena Neuner               | GER            | 0+2 – 0+1 0+2 – 2+3 0+2 – 0+2 0+1 – 0+0 | 1:13.31,1      |
| Zilver         | Anaïs Bescond Marie-Laure Brunet Sophie Boilley Marie Dorin               | FRA            | 0+2 – 0+1 0+0 – 0+0 0+3 – 0+2 0+1 – 0+0 | + 47,2         |
| Brons          | Nadezjda Skardino Darja Domratsjeva Nadzeja Pisareva Ljoedmila Kalintsjik | BLR            | 0+0 – 0+1 0+1 – 0+0 0+0 – 0+0 0+1 – 1+3 | + 1.47,4       |
| 4              | Michela Ponza Karin Oberhofer Katja Haller Dorothea Wierer                | ITA            | 0+0 – 0+0 0+0 – 0+3 0+0 – 1+3 0+0 – 0+1 | + 2.42,7       |
| 5              | Synnøve Solemdal Ann Kristin Flatland Fanny Horn Tora Berger              | NOR            | 0+2 – 0+2 0+0 – 1+3 0+2 – 1+3 0+0 – 0+2 | + 2.53,1       |
| 6              | Jenny Jonsson Anna Carin Zidek Anna Maria Nilsson Helena Ekholm           | SWE            | 0+0 – 0+1 0+2 – 0+2 0+0 – 0+3           | + 3.04,0       |
| 7              | Anastasiya Kuzmina Jana Gereková Martina Chrapánová Martina Halinárová    | SVK            | 0+0 – 0+3 0+1 – 0+3 0+0 – 0+2 0+0 – 1+3 | + 4.12,7       |
| 8              | Jekaterina Joerlova Anna Bogali-Titovets Svetlana Sleptsova Olga Zajtseva | RUS            | 0+0 – 3+3 3+3 – 0+0 0+1 – 0+3 0+1 – 0+1 | + 4.33,2       |
| 9              | Paulina Bobak Magdalena Gwizdoń Monika Hojnisz Agnieszka Cyl              | POL            | 0+1 – 0+0 0+2 – 0+1 0+1 – 0+2 0+0 – 0+2 | + 4.55,5       |
| 10             | Mari Laukkanen Sarianna Repo Laura Toivanen Kaisa Mäkäräinen              | FIN            | 1+3 – 0+1 0+0 – 0+3 0+2 – 0+3 0+0 – 0+0 | + 5.24,6       |

### Gemengde estafette
| 2×6 km vrouwen + 2×7,5 km mannen | 2×6 km vrouwen + 2×7,5 km mannen                                       | 2×6 km vrouwen + 2×7,5 km mannen | 2×6 km vrouwen + 2×7,5 km mannen        | 2×6 km vrouwen + 2×7,5 km mannen |
| #                                | Naam                                                                   | Land                             | Straf                                   | Tijd                             |
| -------------------------------- | ---------------------------------------------------------------------- | -------------------------------- | --------------------------------------- | -------------------------------- |
| Goud                             | Tora Berger Ann Kristin Flatland Ole Einar Bjørndalen Tarjei Bø        | NOR                              | 0+1 – 0+0 0+1 – 0+1 0+2 – 0+1 0+0 – 0+1 | 1:14.22,5                        |
| Zilver                           | Andrea Henkel Magdalena Neuner Arnd Peiffer Michael Greis              | GER                              | 0+2 – 0+0 0+0 – 0+0 0+1 – 0+2 0+2 – 0+1 | + 22,9                           |
| Brons                            | Marie-Laure Brunet Marie Dorin Alexis Bœuf Martin Fourcade             | FRA                              | 0+2 – 0+2 0+0 – 0+3 0+0 – 0+1 0+0 – 0+0 | + 1.16,2                         |
| 4                                | Helena Ekholm Anna Carin Olofsson-Zidek Björn Ferry Carl Johan Bergman | SWE                              | 0+2 – 0+2 0+0 – 1+3 0+0 – 0+0 0+0 – 0+3 | + 1.35,8                         |
| 5                                | Michela Ponza Katja Haller Christian De Lorenzi Lukas Hofer            | ITA                              | 0+1 – 0+0 0+0 – 0+0 0+2 – 0+3 0+1 – 0+2 | + 1.55,1                         |
| 6                                | Svetlana Sleptsova Olga Zajtseva Jevgeni Oestjoegov Ivan Tsjerezov     | RUS                              | 1+3 – 1+3 0+0 – 1+3 0+0 – 0+0 0+2 – 0+0 | + 3.08,4                         |
| 7                                | Iris Waldhuber Ramona Düringer Dominik Landertinger Christoph Sumann   | AUT                              | 0+1 – 0+0 0+1 – 0+2 0+0 – 0+1 0+2 – 1+3 | + 3.17,0                         |
| 8                                | Oksana Chvostenko Vita Semerenko Oleksandr Bilanenko Sergij Semenov    | UKR                              | 1+3 – 0+0 0+0 – 1+3 0+1 – 0+2 0+0 – 0+0 | + 3.20,4                         |
| 9                                | Mari Laukkanen Kaisa Mäkäräinen Paavo Puurunen Timo Antila             | FIN                              | 0+1 – 0+2 0+0 – 0+0 0+0 – 0+2 0+2 – 1+3 | + 3.24,2                         |
| 10                               | Nadezjda Skardino Darja Domratsjeva Sergej Novikov Jevgeni Abramenko   | BLR                              | 0+0 – 0+2 0+0 – 0+0 0+0 – 0+2 0+2 – 1+3 | + 3.54,3                         |